# 록스타 링컨
록스타 링컨(영어: Rockstar Lincoln)은 록스타 게임스의 스튜디오 중 하나로, 잉글랜드 링컨에 위치하고 있다.

## 개발한 게임

### Tarantula Studios
- 그랜드 테프트 오토 (비디오 게임)
- 그랜드 테프트 오토 2